# Stonehenge (Band)
Stonehenge war eine ungarische Progressive-Metal-Band aus Veszprém, die im Jahr 1992 gegründet wurde und sich 2008 wieder auflöste.

## Geschichte
Die Band wurde im Jahr 1992 von Gitarrist Balázs Bóta und Bassist Sándor Jutasi gegründet. Erst im Jahr 1999 entstand eine feste Besetzung, sodass neben Gitarrist Bóta nun auch Sänger Zoltán Bátky (Gesang), Bassist Bertalan Temesi (Bass), Schlagzeuger Kristóf Szabó (Schlagzeug), und Keyboarder Ádám Baki in der Band vertreten waren. Im Jahr 1992 spielte die Band die ersten Konzerte. Im Jahr 1993 folgte mit Any Problems? das erste Demo. Es folgten diverse Konzerte sowie Auftritte auf Festivals. Danach folgten mit Reality/Evolution, Rambling I (beide 1995) und Rambling II (1996) drei weitere Demos.
Im Jahr 1997 spielte die Band als Eröffnungsband für Psychotic Waltz in Budapest. Die erste EP schloss sich im Jahr 1998 unter dem Namen Angels an. Im selben Jahr veröffentlichte die Band die Single Between Two Worlds. Das Lied sollte auch später auf dem Sampler Power Hung(a)ry weltweit veröffentlicht. Außerdem ging die Band zusammen mit After All und Symmetry auf Tour. Im Jahr 2000 nahm die Band ein Musikvideo für Between Two Worlds von Produzent András Asztalos und Bandmitglied Balász Bóta auf. Im Juli 2000 kam mit Bertalan Temesi ein neuer Bassist zur Besetzung. Im Oktober begannen die Aufnahmen zum Debütalbum Angelo Salutante mit Produzent Barna Hidasi im HSB Studio. Nach den Aufnahmen folgte eine weitere Tour zusammen mit den ebenfalls ungarischen Bands Black-Out und Nemesis. Im März 2001 kehrte die Band zurück ins Studio und stellte das Album fertig. Bei den Aufnahmen wurde das Album lediglich fertig abgemischt und das gemastert. Nail Records, ein Sub-Label von Hammer Records, veröffentlichten das Album im Mai. Der Veröffentlichung folgte eine Tour mit Da Capo. Im Jahr 2001 spielte die Band als einzige ungarische Band auf dem Summer Rocks Festival in Budapest. Im Folgejahr erreichte die Band einen Vertrag mit dem schwedischen Management Roasting House und die Aufnahmen für das nächste Album begannen. Im Februar 2002 spielte die Gruppe als Vorband für das Konzert zur Veröffentlichung von Dream Theaters Album Six Degrees of Inner Turbulence zusammen mit Da Capo und Nemesis. Im Jahr 2003 mussten die Aufnahmen zum Album unterbrochen werden, da sich Bóta durch einen Unfall verletzt wurde und somit neun Wochen lang ausfiel. Danach hatte er außerdem noch familiäre Probleme, wodurch sich die Entwicklung des Albums stark verlangsamte. Dadurch verließ Sänger Bátky die Band. Nachdem Sängerin Kyrah seinen Posten kurzzeitig eingenommen hatte, kam Ende 2004 Sänger Fumio zur Besetzung. Dadurch konnten die Aufnahmen fortgesetzt werden, woraus 2005 die EP Nerine entstand. Im Jahr 2008 trennte sich die Band.

## Stil
Die Band spielt klassischen Progressive Metal, der mit den Werken von Dream Theater, Vanishing Point und Empty Tremor verglichen werden.

## Diskografie
- 1993: Any Problems? (Demo, Eigenveröffentlichung)
- 1995: Reality/Evolution (Demo, Eigenveröffentlichung)
- 1995: Rambling I (Demo, Eigenveröffentlichung)
- 1996: Rambling II (Demo, Eigenveröffentlichung)
- 1998: Angels (EP, Eigenveröffentlichung)
- 1998: Between Two Worlds (Single, Eigenveröffentlichung)
- 2001: Angelo Salutante (Album, Nail Records)
- 2005: Nerine (EP, Nail Records)